# Teatr S
Teatr S, inaczej Zbąszyńska Scena Plastyczna – założony w roku 1989, autorski teatr Ireneusza Solarka, artysty malarza oraz Katarzyny Kutzmann-Solarek, poetki. Posługuje się głównie plastycznymi środkami wyrazu, stanowiącymi uniwersalny przekaz. Dominantą jest muzyka i organizowanie przestrzeni za pomocą światła i scenografii.
Spektakle poruszają tematy takie jak: istota życia, jego sens, miłość, sprawiedliwość lub niesprawiedliwość, wybory życiowe, a także śmierć, smutek, przemijanie, uwikłanie się, zniewolenie.

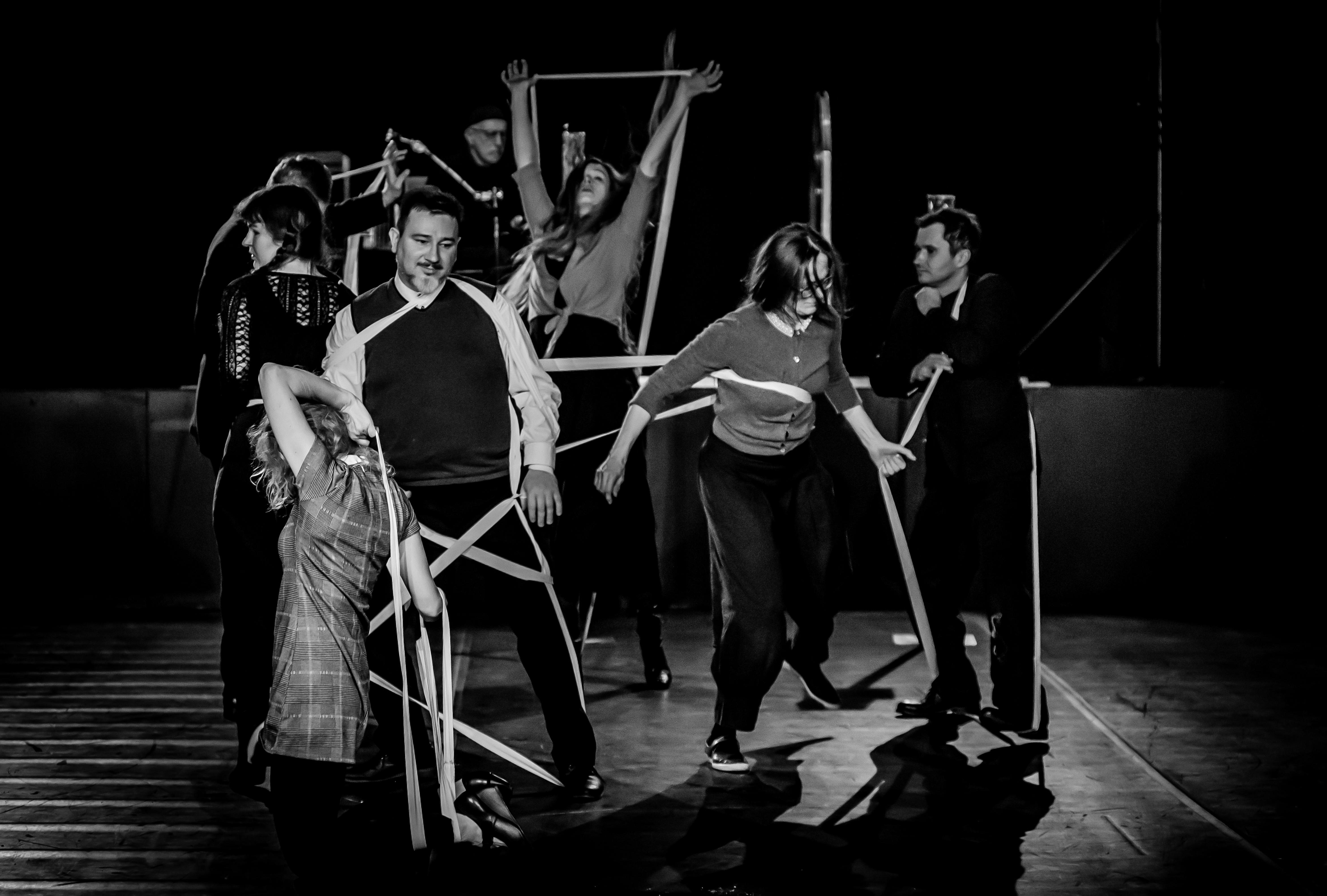
Teatr S Kontinuum

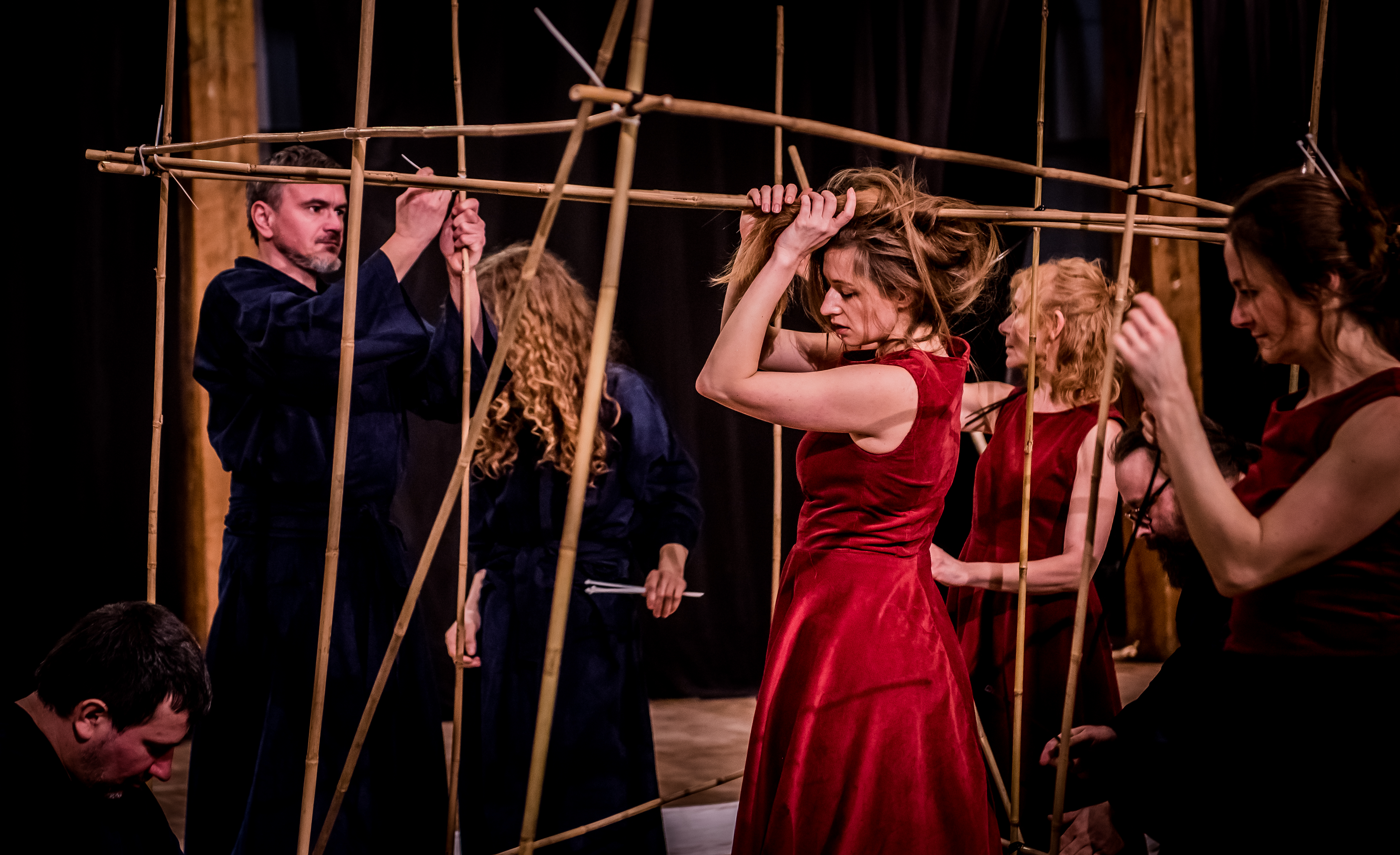
Teatr S Zniewolony

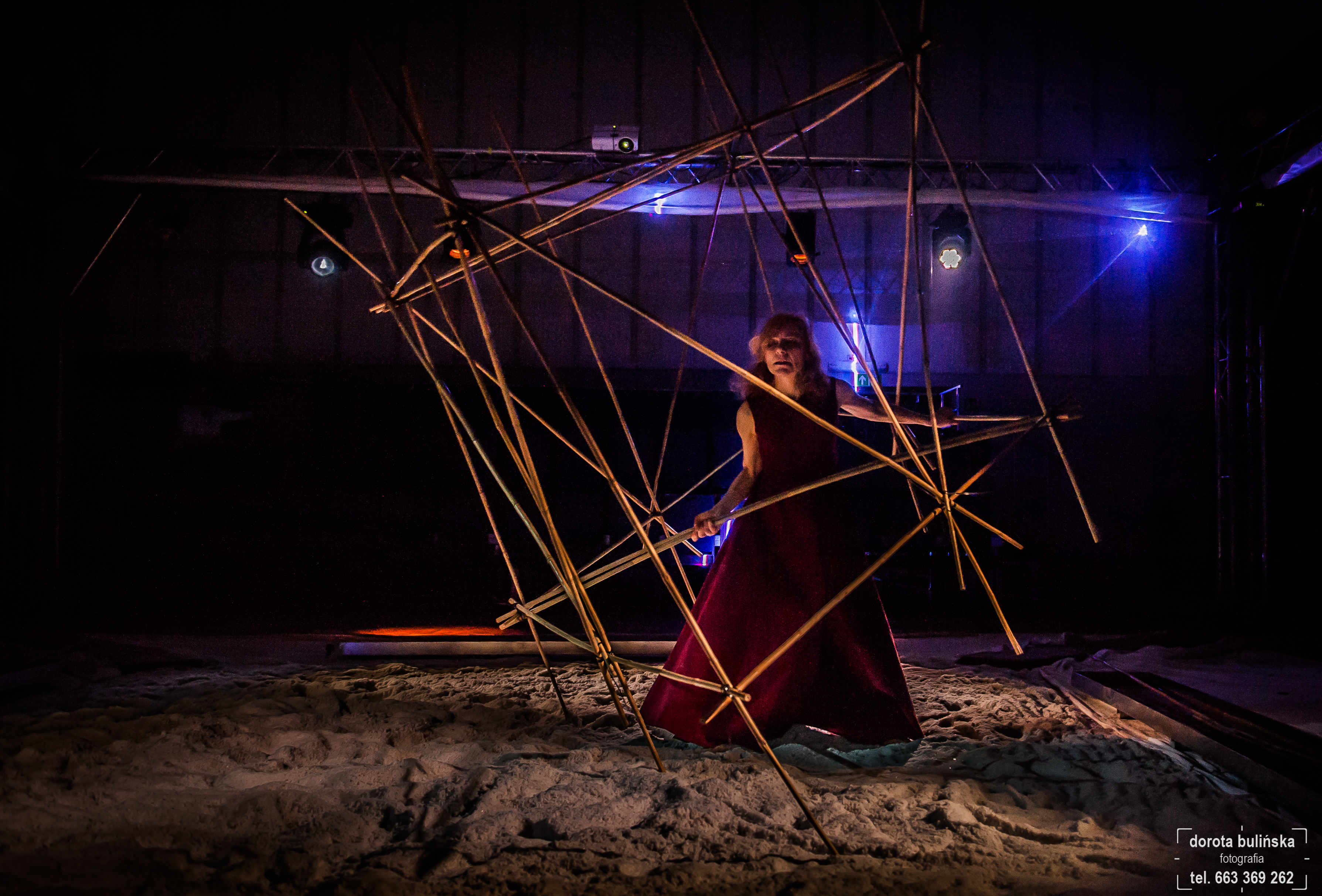
Teatr S Zniewolony

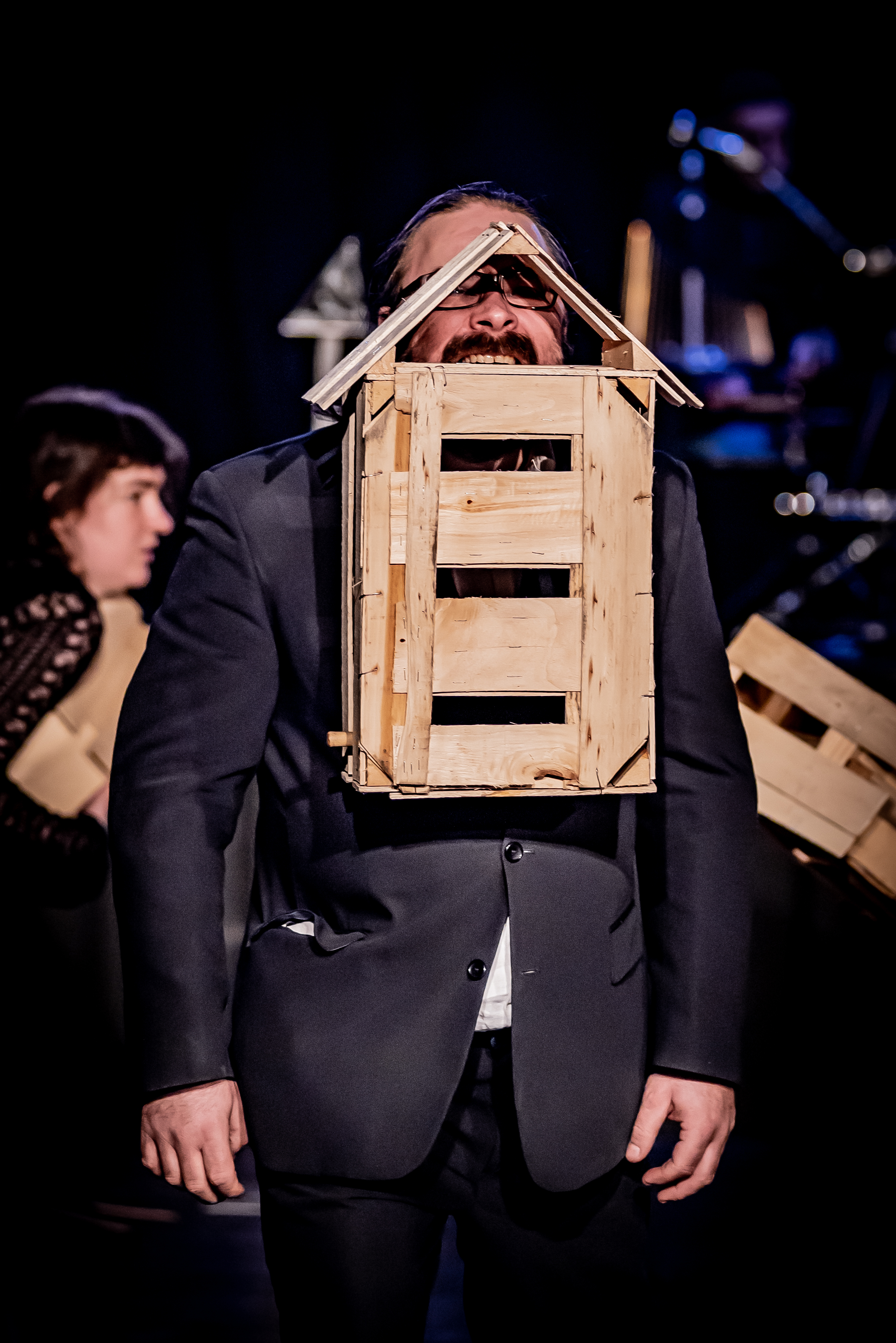
Teatr S Kontinuum

## Spektakle
- Autoportrety 1989
- Legendy Zbąszyńskie 1990
- Żydzi 1991
- Pasja 1998
- Mechanizm 1999
- Przemijanie 2000
- Żywioły 2001
- Samotny 2002
- To Nie Ja 2003
- Krótki Sen 2004
- Autoportrety (w nowej odsłonie) 2005
- Tkliwość 2006
- Trzy stany skupienia 2007[7]
- Dotyk 2008
- Terra Incognita 2009[8]
- DNA 2010
- Kwadrat 2011[9]
- Stałe 2012
- Pokój 2013[10]
- Shaker 2014
- Nokturn 2014
- Powidoki 2015
- Chtisky 2015
- Piano Bar 2016
- Runy 2016
- Przenikanie 2017[11]
- Zniewolony 2019
- Kontinuum 2021[12]
- Bezkres 2022[13]
- Oderwanie 2023[14]

## Udział w festiwalach zagranicznych
Międzynarodowy Festiwal Teatrów Ulicznych w Aurillac (Francja)
- 1999 Mechanizm
- 2001 Żywioły

Internationales Theatertreffen Mime Festival w Stralsund (Niemcy)
- 2001 Przemijanie
- 2002 Samotny
- 2003 To Nie Ja
- 2004 Krótki sen

Międzynarodowy Festiwal Teatralny w Tunisie (Tunezja)
- 2006 Tkliwość

International Art Forum Sofia (Bułgaria)
- 2008 Dotyk
- 2017 Przenikanie

Berlin Soup – International Festival of the Arts (Niemcy)
- 2018 Przenikanie

Berlin Soup – International Festival of the Arts (Dania)
- 2021 Kontinuum

International Theatre Forum "Alter Ego” (Bułgaria)
- 2021 Kontinuum
- 2022 Bezkres

## Udział w festiwalach krajowych
Międzynarodowe Spotkania Artystyczne Experyment Zbąszyń
- 2001 Mechanizm
- 2002 Samotny (premiera)
- 2003 To Nie Ja
- 2004 Krótki Sen (premiera)
- 2005 Autoportrety (w nowej odsłonie) (premiera)
- 2006 Tkliwość (premiera)
- 2007 Trzy stany skupienia (premiera)
- 2008 Dotyk (premiera)
- 2009 Terra Incognita (premiera)
- 2010 DNA (premiera)
- 2011 Kwadrat (premiera)
- 2012 Stałe (premiera)
- 2013 Pokój (premiera)
- 2014 Nokturn (premiera)
- 2015 Powidoki (premiera)
- 2016 Runy (premiera)
- 2017 Przenikanie (premiera)[17]
- 2019 Zniewolony
- 2021 Kontinuum (premiera)
- 2022 Bezkres (premiera)[18]
- 2023 Oderwanie (premiera)

Międzynarodowy Festiwal Teatralny „Malta” Poznań
- 2000 Przemijanie
- 2001 Mechanizm
- 2003 To Nie Ja

Festiwal Teatrów Niszowych „Theatrograf” Lublin
- 2003 To Nie Ja

Spotkania Sztuki Młodych Wolsztyn
- 2003 To Nie Ja

Przegląd Teatrów Offowych w Podziemiach Kamedulskich Warszawa
- 2005 Przemijanie

Centrum Sztuki Współczesnej „Solvay” Kraków
- 2005 Przemijanie
- 2006 To Nie Ja

Ogólnopolski Festiwal Teatrów Niezależnych w Ostrowie Wlkp.
- 2007 Tkliwość

Ogólnopolski Przegląd Sztuki Współczesnej „FORMA” Rawicz
- 2014 Dotyk
- 2018 Przenikanie

Festiwal Teatrów Niezależnych F-erme-NT Nowa Sól
- 2021 Kontinnum